# 決瀾社
決瀾社畫會醞釀於1930年，1932年正式成立面世，到1935年解散，一共舉辦四次畫展，「決瀾社」顧名思義即自許力挽狂瀾拯救中國現代藝術。「決瀾社」成員及盟友們名單：龐熏琹、倪貽德、方幹民、林風眠、劉海粟、王悅之、吳大羽、王濟遠、週多、週真太、段平右、張弦、陽太陽、楊秋人、丘堤、陳澄波、梁白波、陳抱一、鄧雲梯、傅雷、關良、梁錫鴻、司徒喬、衛天霖、許幸之、丁衍庸、趙無極、李東平、趙魯、曾鳴、李仲生。
出於痛心「中國藝術界精神之頹廢與中國文化之日趨墮落」，龐薰琹與倪貽德自1930年起開始醞釀組織畫會，自我期許能肩負起開創中國新興藝術的使命，為了追求適合中華民族所需，而又同時能與西方現代藝術匯流交集的新藝術出路。

## 《決瀾社宣言》
《決瀾社宣言》是「決瀾社」（The Storm and Stress Society）第一回展時發表的，它經龐薰琹和王濟遠授意，由倪贻德執筆起草，發表于1932年l0月上海《藝術旬刊》第l卷第5期：「環繞我們的空氣太沉寂了，平凡與庸俗包圍了我們的四周……我們承認繪畫絕不是自然的模仿，也不是死板的形骸的反复……我們厭惡一切舊的形式、舊的色彩、厭惡一切平凡的低級的技巧。我們要用新的技法來表現新時代的精神。二十世紀以來，歐洲的藝術突現新興的氣象，野獸群的叫喊，立體派的變形，達達主義的猛烈，超現實主義的憧憬……讓我們起來罷！用了狂一般的激情，鐵一般的理智，來創造我們色、線、形交錯的世界吧！」

## 畫展
“一·二八”战争结束后，上海画坛沉寂了一段时候，直到“决澜社”出现，才打破这沉寂。如陈抱一所说，“在沉寂中，犹如新花绽放似地微微显露了一点艳色来”，“决澜社画展，很可以作为那个新转变期的代表物之一”。决澜社是在“摩社”成员基础上发展成立的，其表明艺术态度的主阵是以摩社名义出版的《艺术旬刊》。该社前后共开四次展览会。1932年10月10日至17日，与决澜主将庞薰琹的首次个展仅相隔半月，决澜社第一届画展同在爱麦虞限路(今绍兴路)中华学艺社举办。尽管举办了展览，发表了宣言，那时究竟为什么目的要组决澜社在成员们脑海里并不十分清晰，对现实不满和依靠团体力量在艺术上闯出一条路来是一致目标，除此以外，成员在艺术思想上从一开始就有各自看法，只是都比较喜爱印象派以来的画风。1933年决澜社借福开森路(今武康路)世界社礼堂开了第二届展览。1934年10月，决澜社第三届画展在法租界辣斐德路马斯南路(今复兴中路思南路)577号中德联谊会举行。展出该社社员庞薰琹、张弦、周多、段平右、阳太阳、杨秋人、丘堤、倪贻德等人作品四十余幅。1935年10月，决澜社最后一届画展在“中华学艺社”大厦举行。" - 美展见闻录
在1932至1935年短短四年的社齡間，總共舉辦了四次聯展：
- 1932年10月於上海法租界中華學藝社禮堂
- 1933年10月於福開森路世界社禮堂
- 1934年10月於石蒲路留法同學會
- 1935年10月於愛麥虞路中華學藝社

### 「現代繪畫聯展」和「第一屆獨立美展」
「決瀾社」的主要成員倪貽德、龐薰琹、周多，和丁衍庸、方干民、李仲生、林風眠、林鏞、 汪日章、郁風、趙無極、關良等，於1945年1月在重慶舉辦了「現代繪畫聯展」，之後再舉辦「重慶第一屆獨立美展」，提出了中國美術現代化的問題。
李仲生在《中國現代繪畫運動的回顧與展望》中記述：「這時候在重慶的決瀾社會員，固然有機會再次會晤，連原來戰前分散在杭州的林風眠，方幹民，趙無極，朱徳群，及在廣州的丁衍鏞，武昌的許太谷......等従從事現代繪畫研究的畫家們，也都不約而同陸續聚隴到重慶；於是上述等人，於一九四二到一九四三兩年間，在戰時的重慶，展開了另一次中國現代繪畫運動。先後舉行了「現代繪畫聯展」和「中華獨立美展」兩次盛大的現代繪畫展覽。」

## 評價
- 決瀾社社員雖有「雖千萬人吾往矣」的狂狷進取，卻難脫暴虎馮河之失。一個年輕氣盛的團體，低估了當時藝壇的實力，也忽略了新興的藝術運動已經蓬勃成長，所以在唯我獨尊的目中無人下，或許因偏執、偏激孤立了自己，反而與時代脫節。另外 ，追求遺世獨立的純粹造型世界，但求與國際藝術發展同步之心固然難能可貴，可惜當時整體社會的認知水平差距太大，終致曲高和寡而夭折。此外，會員間彼此無所約束，來去自如更各行其是，並不如宣言所示般團結一致，加之各會員本身尚在襲仿西方的學步階段，不免稚嫩生澀， 雖說如此，決瀾社在那一波西化運動的表現，可謂印證了吳大羽擔任杭州藝術學校(今中國美院)西畫部主任時對藝術人的期盼：要能「介紹西洋藝術，整理中國藝術，調和中西藝術，創造時代藝術。」（謝佩霓）

### 引用
1. ↑  . www.zgmsbweb.com.   [2018-09-20]. （原始内容存档于2019-08-23） （中文（中国大陆））.
2. ↑  謝佩霓. .   [2018-05-15]. （原始内容存档于2018-05-16）.
3. ↑  .   [2019-04-20]. （原始内容存档于2019-04-20）.
4. ↑  . news.artron.net.   [2018-05-15]. （原始内容存档于2019-08-30）.
5. ↑  不破不立 劉國松現代水墨之路. . 外部链接存在于|title= (帮助)
6. ↑   (PDF). （原始内容存档 (PDF)于2019-08-27）.